# Молоканова Ірина Іванівна
Молоканова Ірина Іванівна (3 грудня 1957, Болград, Одеська область, УРСР, СРСР) — державний діяч Придністровської Молдавської Республіки. Міністр фінансів Придністров'я (2007–2012 та з 2016 року).

## Освіта
- У 1980 році закінчила Одеський політехнічний інститут, інженер-економіст.

## Кар'єра
- Після закінчення інституту з серпня 1980 року стажист, інженер-економіст в планово-диспетчерському відділі заводу «Позитрон» Мінелектротехпрому, м. Івано-Франківськ.
- З вересня 1984 року економіст, старший економіст, начальник відділу держдоходів Тираспольського міськфінвідділу.
- З липня 1990 року — начальник відділу оподаткування, головний податковий інспектор, заступник начальника Головної державної податкової інспекції, в.о. начальника (ГДПІ), Міністерства економіки і фінансів ПМР
- З грудня 1995 року — начальник ГДПІ, заступник начальника Головного управління фінансів, Міністерства економіки та матеріальних ресурсів ПМР
- З квітня 1997 року — 1-ий заступник міністра фінансів ПМР
- З серпня 2000 року — начальник Бюджетного управління ПМР
- З грудня 2002 року — начальник Державної служби "Бюджетного управління ПМР в ранзі заступника міністра
- З січня 2007 року — заступник міністра фінансів ПМР
- У липні 2007 року — призначена міністром фінансів ПМР
- 24 січня 2012 звільнена з посади міністра фінансів.
- 25 січня 2012 року призначена на посаду директора Фонду державного резерву Придністров'я[1], а 30 листопада 2012 року звільнена з посади директора Фонду державного резерву Придністров'я[2].
- 1 жовтня 2013 року призначена на посаду заступника міністра охорони здоров'я Придністровської Молдавської Республіки з економічних питань[3].
- 11 січня 2016 року — призначена міністром фінансів ПМР.

## Нагороди
- Орден «Трудова слава»[4]
- Орден «За заслуги» II ступеня[4]
- Орден Пошани[5]
- Медаль «За трудову доблесть»[6]
- Медаль «За бездоганну службу» III ступеня[7]
- Медаль «15 років митним органам Придністровської Молдавської Республіки»[8]
- Нагрудний знак «20 років фінансовій системі ПМР»[4]
- Почесне звання «Заслужений працівник ПМР»[4]